# Emanuel Lazzarini
Emanuel Damián Lazzarini (Casilda, Provincia de Santa Fe, Argentina, 21 de enero de 1987) es un futbolista argentino. Juega como delantero y su primer equipo fue Newell's Old Boys. Actualmente milita en Gioiese 1918 de la Serie D.

## Trayectoria
En el partido en contra el cuadro de Everton el día 4 de octubre del 2009, válido por el torneo de Clausura Chileno del respectivo año, anota el gol número 100 de Cobreloa en torneos nacionales contra el cuadro de Everton . Precisamente el primero de los dos tantos anotados por él en dicho encuentro, el 11 de noviembre de 2009 fue despedido de Cobreloa.
El miércoles 23 de diciembre el Consejo Deportivo de Correcaminos de la UAT afirmó que el último refuerzo que llegará cubriendo la tercera plaza de extranjeros sería Emanuel Lazzarini.

## Clubes
| Club                         | País      | Año       |
| ---------------------------- | --------- | --------- |
| Newell's Old Boys            | Argentina | 2007      |
| Temperley                    | Argentina | 2008      |
| Cobreloa                     | Chile     | 2009      |
| Correcaminos UAT             | México    | 2010      |
| Gimnasia y Tiro de Salta     | Argentina | 2011-2012 |
| Gimnasia y Esgrima (CdU)     | Argentina | 2012-2013 |
| Atlanta                      | Argentina | 2013-2014 |
| Mitre de Santiago del Estero | Argentina | 2015      |
| Chaco For Ever               | Argentina | 2016-2017 |
| Unión de Sunchales           | Argentina | 2017-2018 |
| US Palmese                   | Italia    | 2018      |
| Nuorese                      | Italia    | 2018      |
| US San Teodoro               | Italia    | 2018-2019 |
| ASD San Luca                 | Italia    | 2019-2020 |
| Siracusa Calcio 1924         | Italia    | 2020      |
| FC Sambiase                  | Italia    | 2020      |
| ASD Roccella                 | Italia    | 2020-2021 |
| Tuttocuoio                   | Italia    | 2021-2022 |
| Gioiese 1918                 | Italia    | 2022-     |